# 김개 (1405년)
김개(金漑, 1405년 ∼ 1484년)는 조선시대 전기의 문신, 외척이다. 본관은 안산으로 자는 선택, 시호는 평호이다. 어머니는 화혜택주(和惠宅主) 왕씨(王氏)이다. 부인은 윤구의 딸로 좌의정 박은의 외손녀이다. 1465년(세조 11년) 원각사제조로서 원각사의 조성을 주관하으며 숭록대부 판중추원사에 이르렀고 사후 증직으로 의정부좌의정에 추증되었으며, 안산군에 봉작되었다. 양녕대군의 셋째 아들 서산군의 부인 양천군부인 김씨의 친정아버지이다.

## 생애
고려 현종의 장인이며 원성왕후, 원혜왕후, 원평왕후의 친정아버지인 안산군개국후 김은부의 후손으로, 아버지는 연성군(蓮城君) 김정경(金定卿)이다. 그의 딸 양천군부인 김씨는 조선 태종의 장남인 양녕대군의 셋째 아들 서산군과 가례를 올렸다.
여러 관직을 거쳐 첨지중추부사가 되었다. 1455년(세조 1) 첨지중추부사로 원종공신(原從功臣) 이등관(二等管)에 책록되었으며 이후 동지중추부사, 1457년 중추원부사 등을 지냈다. 1459년 가정대부로 승진하고, 1461년 자헌대부 행상호군, 행첨지중추부사ㆍ지중추원사 등을 거쳐 1465년 원각사제조로서 원각사의 조성을 지휘하였다.
1467년 행의정부좌참찬을 거쳐 1468년 숭록대부가 되었다. 이후 1471년 성종이 왕위 오르고  행부호군ㆍ으로 좌리원종공신에 책록되고, 의묘조성제조ㆍ판중추원사에 이르렀으며 안산군에 봉군되었다.

## 사후
사후 증 의정부좌의정에 추증되었고, 평호(平胡)의 시호가 내려졌다.

## 가족 관계
- 할아버지 : 김성경(金星慶)
  - 아버지 : 김정경(金定卿)

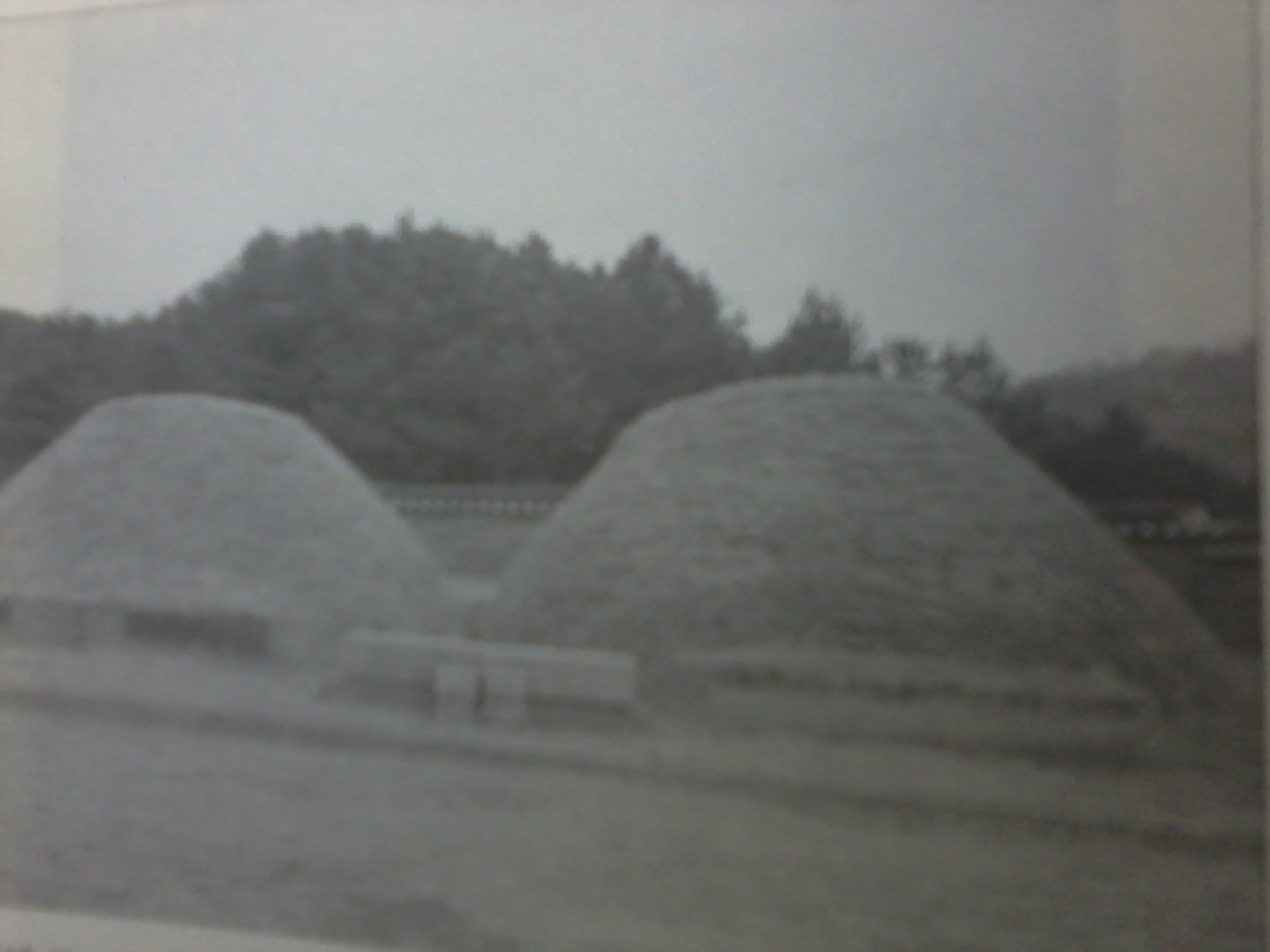
서산군 이혜 묘소 (왼쪽이 서산군, 오른쪽은 군부인 김씨 묘소)

  - 어머니 : 화혜택주(和惠宅主) 왕씨(王氏)
    - 부인 : 윤구(尹救)의 딸
      - 장남 : 김맹강(金孟鋼)
      - 자부 : 강희안(姜希顔)의 딸
        - 손자 : 김위(金瑋)
        - 손자 : 김필(金珌)

      - 장녀 : 양천군부인
      - 사위 : 서산군 혜
        - 외손자 : 학림군 이이(鶴林君 李頤, ? - ?)
        - 외손자 : 취성군 이빈(鷲城君 李頻, ? - ?)

    - 사돈 : 양녕대군

## 같이 보기
- 양천군부인
- 김은부
- 김정경
- 원성왕후
- 원혜왕후
- 원평왕후
- 서산군
- 양녕대군
- 이허겸
- 김한로